# Lutum
Lutum is het aandeel van minerale gronddeeltjes die kleiner zijn dan 2 µm.
Bij een lutumgehalte van 8%–12% spreekt men bodemkundig van zeer lichte zavel; bij een lutumgehalte van 12%–17,5% van matig lichte zavel en bij een lutumgehalte van 17,5%–25% van zware zavel. Bodemkundig spreekt men van klei als de lutumfractie groter dan 25% is. Bij 25%–35% lutum is er sprake van lichte klei, bij 35%–50% is er sprake van matig zware klei en bij meer dan 50% lutum is er sprake van zware klei.
De lutumdeeltjes bestaan uit platte plaatjes die op elkaar zitten. Deze deeltjes hebben een negatieve ionenlading. De bodem is door de negatieve lading van de kleifractie in staat om (positieve) ionen van mineralen die in het bodemwater zijn opgelost te binden aan de kleifractie. Hierdoor spoelen de mineralen niet met het grondwater mee, maar blijven ze gebonden aan de kleideeltjes en kunnen ze op deze manier door de planten worden opgenomen. Dit is de reden dat kleigrond meestal vruchtbaarder is dan zandgrond.

## Websites
- MJ van der Meulen, FD de Lang, D Maljers, CW Dubelaar en WE Westerhoff. Grondstoffen en delfstoffen bij naam, 2002, 2003.  voor de Dienst Weg- en Waterbouwkunde en het Nederlands Instituut Toegepaste Geowetenschappen, ISBN 90-369-5549-1

Fluviatiel of marien: grind · zand · zavel · leem · klei    
Kalkhoudend: kalk · mergel · moeraskalk

Eolisch: zandlöss · löss    
Glaciaal: keimergel · keileem    
Organogeen: hoogveen · laagveen
Korrelgrootte: lutum (< 2 µm) · silt (2–63 µm) · zand (63 µm–2 mm) · grind (2–63 mm) · stenen (63–200 mm) · keien (200–630 mm) · blokken (> 630 mm)